# Purperuiltje
Het purperuiltje (Phytometra viridaria) is een nachtvlinder uit de familie spinneruilen (Erebidae). De vlinder is vooral overdag bij zonnig weer actief. De voorvleugellengte bedraagt tussen de 9 en 11 millimeter. De soort komt verspreid over Europa voor. Hij overwintert als pop.

## Waardplanten
Het purperuiltje heeft als waardplanten gewone vleugeltjesbloem, liggende vleugeltjesbloem en heidekartelblad.

## Voorkomen in Nederland en België
Het purperuiltje is in Nederland een zeer zeldzame en in België een zeldzame soort. In Nederland wordt de soort vooral in de duinen gezien. De vlinder kent twee generaties die vliegen van halverwege april tot en met augustus.